# 贵州娃儿藤
贵州娃儿藤（学名：Tylophora silvestris）是夹竹桃科娃儿藤属的植物。分布在中国大陆的安徽、江西、云南、四川、广东、湖南、江苏、贵州、浙江等地，生长于海拔500米的地区，多生于山地密林中及路旁旷野地，目前尚未由人工引种栽培。